# قصر شهرستانك
قصر شهرستانك (بالفارسية: کاخ شهرستانک) هو قصر تاريخي يعود إلى عصر القاجاريون، ويقع في مقاطعة كرج.